# Пустынь (Алтайский край)
Пустынь — село в Косихинском районе Алтайском крае России. Входит в состав Косихинского сельсовета.

## География
Расположено у реки Лосиха, примерно в 4 км от райцентра — села Косиха.
Климат
Климат континентальный. Средняя температура января − 20 °C, июля + 21 °C. Годовое количество атмосферных осадков — 400—600 мм.

## Население
| 1997 | 1998 | 1999 | 2000 | 2001 | 2002 | 2003 | 2004 | 2005 |
| ---- | ---- | ---- | ---- | ---- | ---- | ---- | ---- | ---- |
| 320  | ↗326 | ↘322 | ↘318 | ↘307 | ↘297 | ↘290 | ↗306 | ↘287 |
| 2006 | 2007 | 2008 | 2009 | 2010 | 2011 | 2012 | 2013 | 2021 |
| ↘259 | ↗262 | ↘260 | →260 | ↗263 | ↘260 | ↗262 | ↘261 | ↘177 |

Национальный состав
Согласно результатам переписи 2002 года, в национальной структуре населения русские составляли 97 % от 324 чел.

## Инфраструктура
Функционирует Пустынская основная общеобразовательная школа.